# I-Doser
I-doser é um programa de computador que supostamente produz “doses” de ondas sonoras, que procura interferir nas ondas cerebrais do usuário, simulando o efeito de várias drogas reais em seres humanos. As doses devem ser compradas, e o uso delas é limitado, não sendo possível o seu re-uso depois de algumas doses. Foi desenvolvido atráves de uma técnica conhecida como ondas binaurais, que emite sons que alteram a freqüência do cérebro. As doses mais conhecidas são Gate of Hades e Hand of God, tendo alta repercussão na internet. Há também amostras grátis de doses no site.

## Efeito
No primeiro momento, o som emitido tende a incomodar até surtir o efeito esperado. Cada "dose" varia de 5 a 60 minutos para que o usuário possa, de fato, atingir a dose desejada. Os efeitos variam de cada dose. As doses Aphrodisiac e Orgasm por exemplo, procuram aumentar o desejo sexual do usuário, enquanto a dose Brain+ visa melhorar a capacidade mental, provocando pensamentos profundos e intensos.
Para que não haja interferência, é necessário escutar em um ambiente calmo e com pouca iluminação, sob o uso de fones de ouvido stereo.  Caso o usuário não atenda essas recomendações pode não ter o efeito desejado.

### Ondas Binaurais
O I-doser funciona usando sons chamados de ondas binaurais, usadas apenas em fones de ouvido. São duas frequências quase iguais, uma em cada lado do fone, que geram uma terceira frequência. Usando um exemplo matemático, se um fone produz uma frequência de 400 hertz e o outro de 410, a terceira frequência seria ouvida em 10 Hz.
 Foi descoberto em 1839 pelo físico e meteorologista prussiano Heinrich Wilhelm Dove, mas somente ganhou popularidade e reconhecimento científico no final do século XX, quando surgiram os rumores de que o uso das ondas binaurais poderia induzir relaxamento, criatividade e outros efeitos no cérebro. No entanto, a ciência das frequências binaurais é muito recente, nunca antes fora estudada por completo.

### Controvérsias
Alguns usuários que provaram do I-doser e até os que não provaram dizem que toda a ideologia e ciência do programa e das ondas binaurais não passam de um Placebo. Não há nenhum estudo que comprove isso, e vice-versa. Sobre a questão da dependência, já que ocorre nas drogas reais, neurologistas afirmam que não há possibilidades de dependência, porém que deve ser usado com cautela: existe um alerta sobre a possibilidade de que, com o tempo, as drogas digitais possam provocar disfunções cerebrais.